# Fernando Lapalorcia
Fernando Lapalorcia (Maglie, 9 luglio 1893 – Bari, 1963) è stato un lottatore allenatore di lotta italiano.
Fu proclamato nel 1920 Atleta perfetto. Nella sua carriera ha allenato diversi campioni, tra questi Pietro Lombardi, olimpionico nel 1948. Nel 1963 la FIAP lo nominò allenatore Benemerito conferendogli la Medaglia d'Oro.